# ۳ آبان
۳ آبان دویست و نوزدهمین روز سال در گاه‌شماری خورشیدی است. به پایان سال ۱۴۶ روز (۱۴۷ روز در سال کبیسه) باقی‌است.

## رویدادها
- ۱۲۸۶ - شکل‌گیری کابینه میرزا ابوالقاسم خان ناصرالملک در زمان محمدعلی شاه قاجار
- ۱۲۹۹ - استعفای مشیرالدوله نخست‌وزیر احمدشاه
- ۱۳۰۲ - آغاز نخست‌وزیری رضاخان سردار سپه
- ۱۳۰۳ - ورود بارولیمیک نماینده کمپانی یونکرس به تهران جهت صادرات بالگرد به ایران
- ۱۳۱۸ - با برکناری محمود جم، احمد متین دفتری با حکم رضاشاه پهلوی نخست‌وزیر شد.
- ۱۳۴۰ - نیروگاه آبی سد کرج به بهره‌برداری رسید.
- ۱۳۵۷ - تحصن دانشجویان در بسیاری از دانشگاه‌ها و آزادی ۱۱۰۰ تن از معترضان به حکومت پهلوی از زندان‌ها
- ۱۳۵۹ - آغاز عملیات جاده ماهشهر برای عقب راندن نیروهای عراقی از شرق رود کارون
- ۱۳۹۹. حمله تروریستی به مرکز آموزشی کوثر دانش، غرب کابل، برچی.

## زادروزها
- ۵۵۵ (پیش از میلاد) - سالروز تولد کوروش کبیر، شاه ایرانیان
- ۱۳۰۲ - سبکتکین سالور، فیلمنامه نویس
- ۱۳۱۹ - فرامرز سلیمانی، شاعر
- ۱۳۵۶ - مریم شیرازی، بازیگر، کارگردان
- ۱۳۸۱ - مهدی قربانی، بازیگر سینما و تئاتر

## درگذشت‌‌ها
- ۱۲۱۲ - عباس میرزای قاجار، ولیعهد فتحعلی شاه و فرمانده ارتش ایران در جنگ با روسیه تزاری
- ۱۳۷۱ - ابوالقاسم حالت، شاعر و ترانه‌سرا
- ۱۳۷۹ - فریدون مشیری، شاعر
- ۱۳۸۰ - ثریا اسفندیاری، ملکه ایران (زادهٔ ۱۳۱۱)
- ۱۳۹۳ - ریحانه جباری، شهروند ایرانی
- ۱۴۰۱ - مائده جوانفر، از جانباختگان خیزش ۱۴۰۱ ایران